# نزاع ألاسكا الحدودي

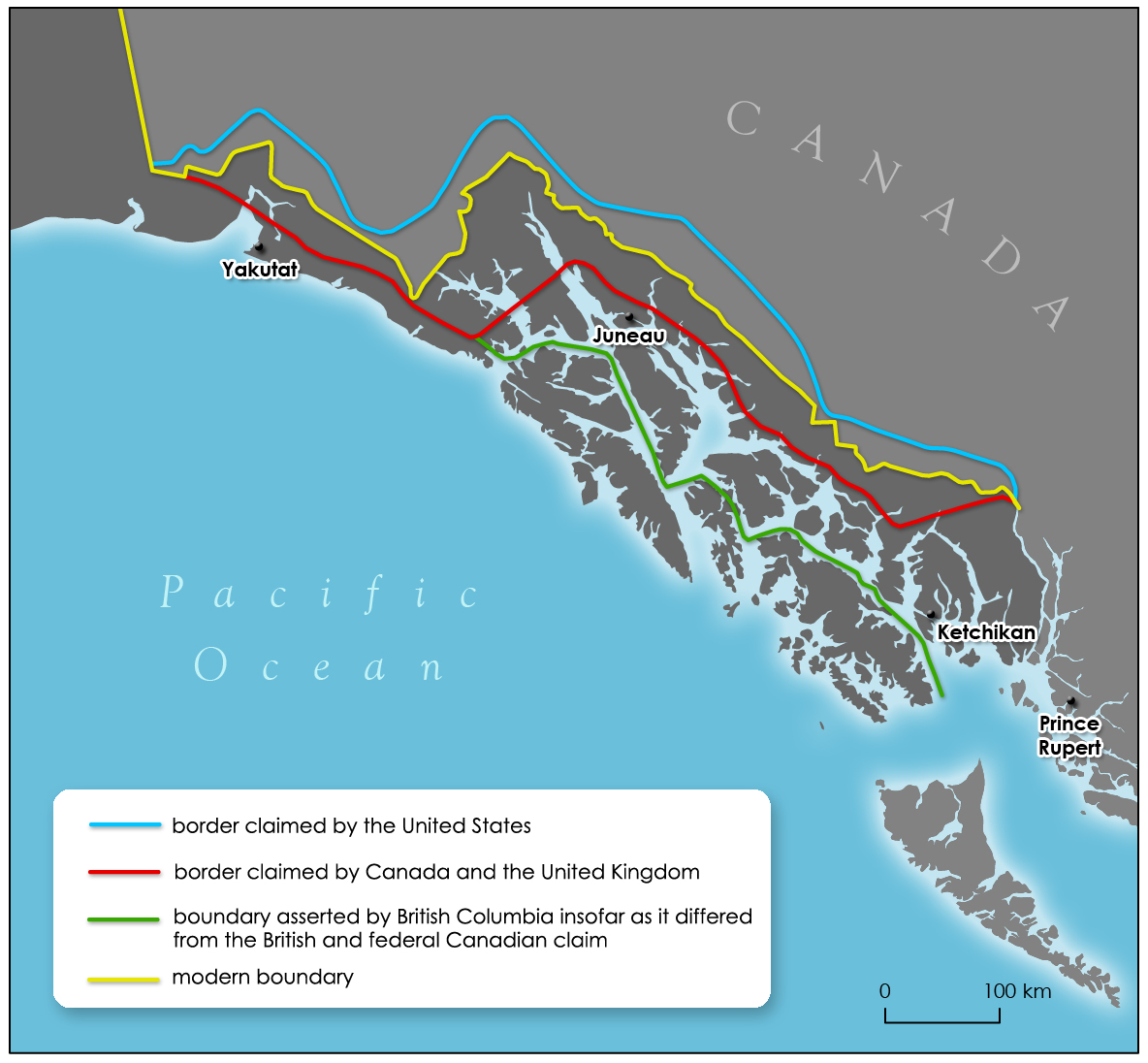
ادعاءات تملك ألاسكا المختلفة قبل التحكيم في 1903

نزاع ألاسكا الحدودي هو نزاع إقليمي بين الولايات المتحدة الأمريكية والمملكة المتحدة، حينما كانت الأخيرة تتحكم بالسياسة الخارجية لكندا وفقًا لقانون الاتحاد. حُل النزاع عبر التحكيم القضائي عام 1903. كان النزاع قائمًا منذ عام 1821 بين بريطانيا والإمبراطورية الروسية، فورثت الولايات المتحدة ذاك النزاع بعدما اشترت ألاسكا عام 1867. صبّ القرار الأخير في مصلحة الولايات المتحدة، فلم تحصل كندا على المنفذ المائي الذي يتيح لها الوصول من أحواض الذهب في يوكون إلى البحر. صبّ الكنديون غضبهم وخيبة أملهم على الحكومة البريطانية بالدرجة الأولى، وعلى الولايات المتحدة بدرجة أقل، جراء خيانة بريطانيا وتجاهلها المصالح الكندية مقابل حفاظها على علاقات أفضل مع الولايات المتحدة.

## خلفية

### 1825–1898
في عام 1825، وقّعت روسيا وبريطانيا معاهدة سانت بطرسبرغ لرسم حدود ممتلكاتهما الاستعمارية. هذا جزء مما جاء في المعاهدة:
«يتوجب رفع الخط سابق الذكر إلى الشمال على طول القناة المسماة قناة بورتلاند، وصولًا إلى ذروة القارة حتى ينطبق مع خط عرض 56° شمال، ومن تلك النقطة الأخيرة، يتبع خط ترسيم الحدود (خط التأريف) ذروة الجبال المتوازية مع الساحل وصولًا إلى نقطة التقاطع مع خط طول 141° غرب».
استُبدلت العبارة المبهمة «الجبال المتوازية حتى الساحل» بالتالي:
«حينما يتبيّن أن ذروة الجبال... على مسافة تزيد عن 10 فراسخ بحرية عن المحيط، يُصنع الحد عبر خط موازٍ لالتفاف الساحل، ويجب ألا يزيد من هناك عن مسافة الفراسخ الـ10».
اتُفق على هذا الجزء من المعاهدة في المستقبل، بناءً على مبادئ عامة لترسيم حدود المنطقة، وليس بناءً على خطّ تأريف معيّن.
وقّعت الشركة الروسية الأمريكية اتفاقية تفاهم مع شركة خليج هدسون عام 1839، دُعيت باسم اتفاقية RAC–HBC (اختصار لاسمي الشركتين). مُنح الطرف الجنوبي الشرقي من ألاسكا –والذي يُشار إليه عادة بـ«الحافة»– إلى شركة خليج هدسون، ويمتد من خليج المعبر (معبر في أرخبيل ألكسندر بين جزيرة تشيكاغوف والبر الرئيس) وحتى خط 54 درجة و40 دقيقة زاوية. الهدف من الاتفاقية هو احتكار شركة خليج هدسون تجارة الفراء مقابل منح الشركة الروسية منتجات زراعية ورعوية تنتجها شركة خليج بيوجت الزراعية التابعة لشركة خليج هدسون، بالإضافة إلى كمية سنوية من الفراء. جُدد عقد الإيجار حتى انتهاء مستعمرة أمريكا الروسية. طرحت مقاطعة كولومبيا البريطانية موضوع الإيجار مجددًا في وقت لاحق، لارتباط الأخير بمصالحها الإقليمية في المنطقة، لكن أوتاوا ولندن تجاهلتا الطلب.
اشترت الولايات المتحدة ألاسكا عام 1867 من روسيا فيما يُعرف بصفقة ألاسكا، لكن أحكام ترسيم الحدود كانت غامضة ومبهمة. في عام 1871، اتحدت كولومبيا البريطانية مع الاتحاد الكندي. أمرت الحكومة الكندية بإجراء مسح للحدود، لكن الولايات المتحدة رفضت وتذرعت بالتكلفة المرتفعة لمشروع المسح، فكانت المنطقة الحدودية معزولة جدًا وقليلة السكان، ولا تملك أي أهمية اقتصادية أو إستراتيجية. في عام 1989، اتفقت الحكومتان الكندية والأمريكية على تسوية بالتراضي، لكن حكومة كولومبيا البريطانية رفضت ذلك. اقترح الرئيس الأمريكي ويليام ماكينلي منح كندا عقد إيجار دائمٍ لميناء قرب مدينة هينز، لكن كندا رفضت هذا الحل الوسط.

### حمى ذهب كلوندايك
خلال فترة حمى ذهب كلوندايك في يوكون الكندية بين عامي 1897 و1898، تزايد تعداد سكان المنطقة عمومًا بشكل رهيب، ووصل إلى 30 ألف فرد، أغلبهم من الأمريكيين. انتقل نحو 100 ألف شخص باحثٍ عن الثروة إلى منطقة نهر كلوندايك عبر ألاسكا.
أدى وجود الذهب والمجموعات البشرية الجديدة والكبيرة إلى تزايد أهمية المنطقة والرغبة بترسيخ حدود دقيقة. أرادت كندا معبرًا خاصًا بها من أحواض الذهب إلى المنافذ البحرية. برزت ادعاءات تفيد بتعرّض مواطنين كنديين إلى الاعتداء من طرف الولايات المتحدة بهدف ردعهم عن المطالبة بأي أراضٍ جديدة.